# Riham Senani
Riham Senani, née le 21 novembre 1993, est une athlète algérienne.

## Carrière
Elle remporte le semi-marathon des Jeux africains de plage de 2019 à Sal. Elle remporte également la médaille de bronze du 1 500 mètres et du 5 000 mètres aux championnats arabes d'athlétisme 2021 à Radès.